# Jean-Baptiste Solignac
Pour les articles homonymes, voir Solignac (homonymie).
Jean-Baptiste Solignac, né le 15 mars 1773 à Millau dans l'Aveyron et mort le 11 novembre 1850 à Montpellier, dans l'Hérault, est un général français de la Révolution et de l’Empire. Baron de l'Empire, il est également le beau-frère du maréchal Jourdan.

## Biographie

### Du simple soldat au général de brigade, 1791-1799
Le 28 septembre 1791 il est soldat au régiment de Vermandois, devenu par la suite le 61e régiment d'infanterie. Il est lieutenant et capitaine en août et novembre 1792, dans le 2e bataillon de volontaires des Pyrénées-Orientales organisé à Montpellier. Il fait les premières campagnes de la Révolution française à l'armée des Pyrénées orientales. Aide de camp du général Alexandre Voulland, il devient chef de bataillon le 28 janvier 1794, puis adjudant-général chef de brigade le 17 juin 1794. Il est arrêté pour avoir relâché des fédéralistes, avant d'être libéré fin mai 1795.
Il est alors employé dans la 8e division militaire de Marseille et ensuite à Paris en l'an IV. C'est alors qu'il rencontre le général Napoléon Bonaparte, qui lui confie le 5 octobre 1795, la défense des postes de l'impasse Dauphin, du passage Venua et de la salle du Manège où commencent les premières hostilités. Solignac passe à l'armée d'Italie et y sert avec la plus grande distinction. Il est promu général de brigade provisoire par le général en chef au sein de cette armée le 11 avril 1799. Il s'illustre particulièrement à la bataille de Novi le 15 août 1799, au cours de laquelle il est blessé et a deux chevaux tués sous lui. 

### Sous le Consulat
Il rentre en France et prend une part active au coup d'État du 18 brumaire (9 novembre 1799). Il commande la troupe qui protège Bonaparte dans la salle du Conseil des Cinq-Cents, alors que ce dernier s'est maladroitement laissé prendre à partie par les parlementaires. Solignac en fait chasser les députés. Bonaparte devenu Premier consul, se montre reconnaissant des services qu'il lui a rendus dans ce moment critique en l'attachant à sa personne. Le 19 novembre il le charge d'une mission très importante dans la 8e division militaire et l'investit à cet effet de pouvoirs extraordinaires. Il revient ensuite à Paris et suit le général Masséna à l'armée d'Italie.
Confirmé dans son grade de général de brigade par arrêté des consuls, il se fait remarquer à l'affaire de Melogno le 18 avril 1800, et reçoit dans cette action un coup de biscaïen à la cuisse. Il fait la campagne de l'an X à l'armée de Naples sous les ordres de Murat, puis celles de l'an XI et de l'an XII à l'armée d'Italie. Il reçoit l'ordre le 1er novembre, de se porter sur une colonne de 5 000 Autrichiens séparée de l'archiduc Charles ayant pris position sur les hauteurs de San Leonardo, avec mission d'encercler ces troupes adverses. Solignac y marche avec quatre bataillons de la division Partouneaux et force le général Hillinger à conclure une capitulation qui donne aux Français 5 000 prisonniers avec armes et bagages, 70 officiers, un brigadier-général, un colonel, un major et 80 chevaux. Solignac se distingue encore par la suite au combat de Saint-Jean et au passage du Tagliamento.

### Général et baron de l'Empire
Accusé de concussions, il est destitué par décret du 31 mars 1806. Il paraît cependant que les accusations dont le général a été l'objet ont paru douteuses à l'Empereur, puisqu'il le rétablit dans son grade par un autre décret du 20 avril 1807 et le remet en activité à la Grande Armée. Il fait partie de cette dernière devant Dantzig en 1807, avant d'être affecté à l'armée du Portugal à partir du 18 janvier 1808. À la tête de l'avant-garde du général Loison dans l'Alentejo, il étrille un corps portugais et espagnol devant Évora le 29 juillet, auquel il prend 1 500 prisonniers et 7 canons. Le 20 août suivant il se distingue à la bataille de Vimeiro, qui décide l'évacuation du Portugal, et y reçoit deux blessures extrêmement graves.
Créé baron de l'Empire, le général Solignac passe au 8e corps de l'armée d'Espagne. Il soutient sa réputation militaire acquise en Italie et en Portugal, ce qui lui vaut d'être élevé au grade de général de division le 17 novembre de la même année. Il sert en Espagne entre 1809 et 1810. Destitué par décret du 15 novembre 1811, il supplie l'Empereur de lui permettre de reprendre du service, fût-ce comme simple soldat, et il obtient le commandement d'une division au 1er corps de la Grande Armée le 1er janvier 1814.

### Au service de la monarchie

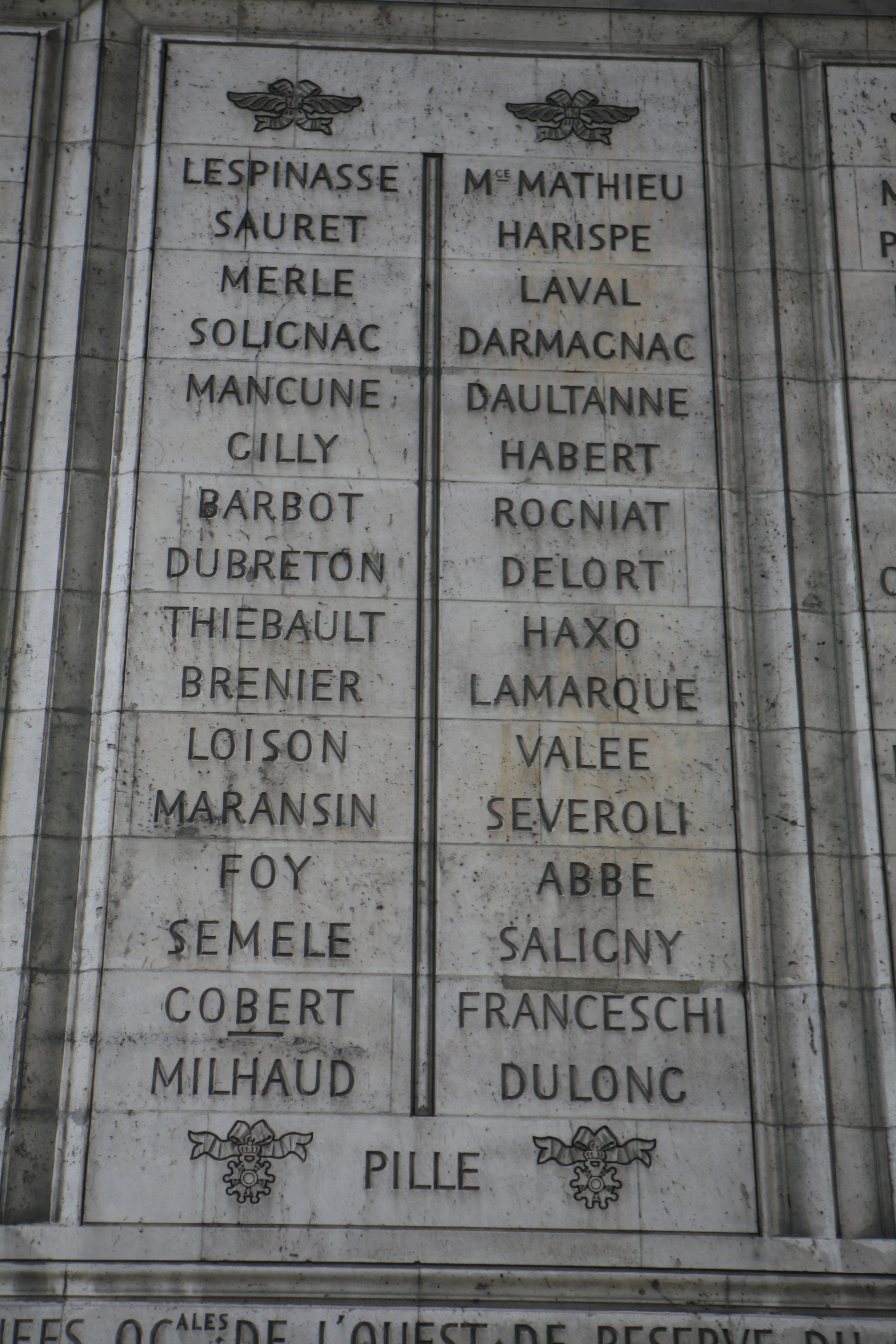
Noms gravés sous l'arc de triomphe de l'Étoile : pilier Ouest, 35e et.

En non-activité le 15 janvier 1815, il est mis à la disposition du duc d'Angoulême le 6 mars. Nommé par son département membre de la Chambre des représentants, il propose, dans la séance du 22 juin, de s'occuper sur le champ de nommer des commissions de gouvernement provisoire et de négociations avec les puissances, ainsi qu'une dernière chargée de se rendre auprès du général Wellington afin d'arrêter sa marche. Dans la même séance il insiste sur ce que l'abdication de l'Empereur après Waterloo soit mise aux voix.
Commissaire de la Chambre des représentants près l'armée, il fait voter, dans la séance du 4 juillet, des remerciements aux braves de toutes armes ayant contribué à la défense des approches de la capitale. Le général Solignac engage plusieurs fois la Chambre à reconnaître et à proclamer Napoléon II et demande même que les autorités de l'Empire soient tenues de lui prêter serment. Touché par les persécutions qui suivent la réaction politique de 1815, il est réformé sans traitement et rayé des contrôles de l'armée. Le 2 mars 1816 le grand chancelier ayant demandé au roi si cette radiation entraîne de droit celle des contrôles de la Légion d'honneur, Louis XVIII répond négativement.
Admis à la retraite le 11 août 1819, il rentre en activité et prend le commandement de la 9e division militaire le 1er septembre 1830. Créé grand officier de la Légion d'honneur le 20 avril 1831, disponible le 31 décembre suivant, il devient commandant de la 12e division militaire le 17 janvier 1832. Il est chargé de rétablir l'ordre en Vendée en mai 1832. En 1833 il commande les troupes portugaises de Dona Maria contre Don Miguel, et il est nommé grand maréchal du Portugal en 1833. le général Solignac est réadmis à la retraite le 25 juin 1834, puis en disponibilité le 25 juillet 1834. Placé dans la section de réserve le 15 août 1839, il est admis à la retraite le 12 avril 1848. Son nom est inscrit sur l'arc de triomphe de l'Étoile, côté Ouest.

## Texte d'Arthur-Lévy
« Examinons à présent quelle fut la conduite de l'Empereur vis-à-vis des fautes graves commises par ses généraux dans le service. Le général Solignac, dans l'exercice de son commandement, s'était rendu coupable de détournements dont le total n'était pas évalué à moins de six millions ; Napoléon écrit à ce sujet : « J'ai destitué le général Solignac. Vous lui notifierez sa destitution et vous lui notifierez que l'Empereur, qui ne veut pas outrer les mesures de sévérité, voudra bien ne pas aller plus loin si ces sommes sont promptement rétablies dans la caisse de l'armée ; mais que, si le général Solignac tarde à le faire, il sera traduit devant une commission militaire, comme ayant détourne à son profit des fonds destinés à l'entretien et à être la récompense du soldat... » 
« Ce général avait, paraît-il, la restitution difficile, car il ne fallut pas moins de trois lettres de l'Empereur pour le décider à s'exécuter. Il convient d'ajouter qu'en 1815 le général Solignac est un des premiers à demander à la Chambre des représentants l'abdication de l'Empereur. »

— Arthur-Lévy, Napoléon intime, Paris, Nelson, page 347.